# Ujeźdźce (rejon rówieński)
Ujeźdźce (ukr. Уїздці, Ujizdci) – wieś na Ukrainie, w obwodzie rówieńskim, w rejonie rówieńskim, w hromadzie Zdołbica. W 2001 liczyła 874 mieszkańców, spośród których 869 wskazało jako ojczysty język ukraiński, 2 rosyjski, 2 białoruski, a 1 inny.
W okresie międzywojennym wieś znajdowała się w granicach II RP, wchodząc w skład gminy Mizocz w powiecie zdołbunowskim, w województwie wołyńskim.